# Josy Braun
Josy (Joseph) Braun (Ciudad de Luxemburgo, 14 de enero de 1938 – 4 de agosto de 2012) fue un escritor, periodista y traductor luxemburgués, que principalmente escribió en luxemburgués.
Braun escribió, sobre todo, obras de teatro (tanto para niños como para adultos), poesía, prosa y cuentos para niños. Entre sus obras de teatro, que solían transmitir preocupaciones políticas, encontramos D'Kromm an der Heck (1966), Requiem fir e Lompekréimer (1966), Wie bas de Leo? (1976) o Hexejuecht (1978). Sus obras han sido traducidas al alemán, francés, italiano, portugués y ruso. Es también el autor de la primera historia de detectives en luxemburgués, Porto fir d'Affekoten (1997). Su poemario de 2010, Billersproochbiller, ilustrado per su mujer Josée Klinker, fue traducido al francés, alemán y inglés con el objetivo de conseguir lectores más allá de Luxemburgo.
Kréiwénkel es una novela sobre los sueños, los anhelos y sus frustraciones de sus personajes, mostrando como evolucionan interior y exteriormente en un mundo cambiante. Braun describe la vida en un poble pueblo donde los cambios se suceden de manera lenta.

## Principales obras
- Josée Klincker, Josy Braun: "Billersproochbiller", Gedichter op lëtzebuergesch an däitsch, Editions Le Phare, Esch-sur-Alzette, 2010. 160 pp. ISBN 978-2-87964-119-5
- Josy Braun, "Kréiwénkel", Echternach, Editions Phi, 1998. ISBN 3-88865-165-4
- Josy Braun: "Porto fir d'Affekoten", Echternach, Editions Phi, 1997